# Vincent Jay
Vous lisez un « bon article » labellisé en 2012.
Pour les articles homonymes, voir Jay.
Ne doit pas être confondu avec Jay Vincent.
Vincent Jay, né le 18 mai 1985 à Albertville (Savoie), est un biathlète français, actif de 2002 à 2012. Au cours de sa carrière, il a notamment remporté deux médailles olympiques aux Jeux olympiques de 2010 à Vancouver : un titre en sprint, devenant le premier Français à remporter un titre olympique sur ce format de course, et une médaille de bronze en poursuite. En Coupe du monde, il compte quatorze podiums dont deux victoires individuelles à Vancouver et deux victoires collectives en relais.
Sa victoire olympique intervient un an après sa victoire en Coupe du monde sur la même piste. Considéré comme le quatrième homme de l'équipe de France derrière Vincent Defrasne, Simon et Martin Fourcade, il crée la surprise en apportant la première médaille d'or à la France lors de ces Jeux olympiques. Il confirme deux jours plus tard en remportant la médaille de bronze sur l'épreuve de la poursuite. Cet événement lui permet d'accéder à une notoriété médiatique à laquelle il n'était pas préparé. Après deux saisons en demi-teinte, il annonce sa retraite sportive début décembre 2012 en raison de résultats loin de ses espérances.

## Biographie

### Premières années
Né à Albertville en Savoie, Vincent Nicolas Jay grandit dans le hameau de Bettex à Saint-Martin-de-Belleville dans une maison construite par sa famille. Il monte très vite sur des skis, initié par sa mère Solange monitrice de ski et son père cadre d'une société de remontées mécaniques. Il choisit finalement de pratiquer le ski de fond et, devenant champion de Savoie, il intègre l'équipe du comité de Savoie sous les ordres de Lionel Laurent (biathlète médaillé olympique en 1994 à Lillehammer), Franck Perrot (ancien champion du monde junior de biathlon en 1992) et Julien Bouchet, et opte alors pour le biathlon. Il est licencié à l'école militaire de haute montagne et au club des sports Les Menuires, station où il a élu domicile.

### Carrière sportive

#### Débuts
Vincent Jay fait ses débuts en biathlon en 1999. Il participe à sa première épreuve de Coupe d'Europe le 14 décembre 2002 avec une 13e place dans un sprint à Windischgarsten en Autriche. En janvier 2004, il prend part à ses premiers Championnats du monde junior en Haute-Maurienne (Savoie) dans la catégorie « jeune » avec notamment une 5e place en relais. Il poursuit entre 2004 et 2006 son apprentissage en équipe de France junior avec la Coupe d'Europe junior et participe à deux autres reprises aux Championnats du monde junior.
En Coupe d'Europe junior, il monte à quelques reprises sur le podium dont une première victoire sur l'Individuel devant Simon Fourcade à Garmisch-Partenkirchen puis une première victoire en relais à Ridnaun-Val Ridanna, toutes deux en janvier 2005. Il obtient le 15e rang mondial en Coupe d'Europe junior en 2004, le 8e en 2005 et remporte finalement la compétition en 2006 avec sept victoires devant six Allemands emmenés par Christoph Stephan. Au cours de ses autres participations aux Mondiaux junior, il décroche trois médailles. En 2005 à Kontiolahti en Finlande, il remporte la médaille d'argent aux côtés de Simon Fourcade, Tanguy Porret et Vincent Roche, puis en 2006 à Presque Isle aux États-Unis, il ajoute deux autres médailles dont le titre en relais avec Alexis Bœuf, Damien Gehin et Arnaud Langel ainsi qu'une médaille d'argent en sprint.

#### Débuts en Coupe du monde
En fin de saison 2005-2006, Vincent Jay prend part avant ses vingt ans à l'étape finale de la Coupe du monde à Oslo et dispute sa toute première course dans l'élite le 23 mars 2006, se classant 65e du sprint, résultat insuffisant pour se qualifier pour la poursuite,. Il commence sa saison 2006-2007 en Coupe d'Europe senior, cette fois-ci avec des étapes à Obertilliach (Autriche), Cesana, Forni Avoltri (Italie) et Nové Město (République tchèque). Il monte sur un podium en relais à Forni Avoltri, terminant deuxième aux côtés de Lionel Grebot, Alexandre Aubert et Vincent Porret, suivi d'un second podium dans une épreuve individuelle lors du sprint de Nové Město derrière l'Allemand Carsten Pump le 13 février 2007, puis obtient une 4e place en poursuite. Après onze épreuves sur les dix-huit que compte la saison, il pointe à la troisième place du classement général en Coupe d'Europe, devancé uniquement par les Allemands Jörn Wollschläger (de) et Carsten Pump qui ont plus de huit ans de plus que lui.
Les entraineurs de l'équipe de France décident alors, en raison de ses bons résultats, de l'intégrer en Coupe du monde pour les trois dernières étapes de la saison à Lahti, Holmenkollen et Khanty-Mansiïsk. Il prend part à l'Individuel et au sprint de Lahti dans une équipe de France composée de Raphaël Poirée, Simon Fourcade, Loïs Habert, Alexandre Aubert, Ferréol Cannard et Vincent Defrasne. Vincent Jay ne marque aucun point au cours de ces cinq épreuves de Coupe du monde et son meilleur résultat est une 49e place en poursuite à Khanty-Mansiïsk.
Durant la saison 2007-2008, Jay devient un membre à part entière de l'équipe française en Coupe du monde qui perd Raphaël Poirée parti en retraite. Il rate de peu de marquer ses premiers points dès la première épreuve lors de l'Individuel de Kontiolahti avec une 31e place. C'est finalement lors de la deuxième étape à Hochfilzen en Autriche qu'il y parvient avec une 30e place à deux reprises en sprint et en poursuite, puis est incorporé pour la première fois dans le relais où il connaît quelques soucis au tir et décroche une 4e place en compagnie de Julien Robert, Simon Fourcade et Vincent Defrasne. Jusqu'aux Championnats du monde 2008 d'Östersund, il inscrit neuf points en Coupe du monde avec pour meilleur résultat une 26e place sur l'Individuel de Pokljuka.
Il accompagne l'équipe de France à Östersund pour les Mondiaux 2008 en tant que remplaçant. Toutefois, Simon Fourcade et Vincent Defrasne décident de ne pas prendre part au relais mixte en vue de se reposer pour la suite des épreuves. Ces absences amènent Christian Dumont, directeur technique du biathlon français, à sélectionner Vincent Jay et Loïs Habert aux côtés de Marie-Laure Brunet et Delphyne Peretto. Positionné en troisième relayeur, il permet à la France de rester à moins de trente secondes d'une médaille de bronze, mais Habert termine le relais septième. Vincent Jay termine sa première saison complète en Coupe du monde sans marquer d'autres points et se classe finalement 83e au général. Il s'agit d'une réelle déception pour lui et il hésite à arrêter sa carrière,.

#### Intégration en équipe de France
Vincent Jay est reconduit lors de la saison 2008-2009 en équipe de France pour la Coupe du monde derrière les trois titulaires Fourcade, Defrasne et Habert au moment des sélections de pré-saison. Lors de la première épreuve de la saison, il est le seul Français à inscrire des points avec une 28e place sur l'Individuel d'Östersund. Lors de la seconde étape à Hochfilzen, il réalise sa première grande performance en prenant la dixième place de la poursuite alors qu'il partait en 28e position. Après les deux premières étapes, il est l'une des rares satisfactions de l'équipe de France d'un début de saison marqué par un manque de confiance des athlètes en eux et en leur matériel. La troisième étape, qui a lieu comme la seconde à Hochfilzen, permet à Jay de monter pour la première fois de sa carrière sur un podium en Coupe du monde avec une troisième place en relais aux côtés de Fourcade, Jean-Guillaume Béatrix et Defrasne. Il y est le premier relayeur et lance parfaitement son équipe dans l'épreuve. Il s'agit alors du premier podium du relais français depuis deux ans en Coupe du monde. Début janvier 2009, le relais français est à nouveau tout près de remonter sur le podium à Oberhof mais il échoue à la quatrième place, avec encore Jay en position de premier relayeur. Fort de ses bons résultats depuis le début de la saison, Vincent Jay se qualifie pour le premier départ en masse de sa carrière en Coupe du monde à Oberhof où il prend la 16e place.
Arrivent alors les Championnats du monde 2009 de Pyeongchang (Corée du Sud) pour lesquels Jay est sélectionné. Ce sont les premiers Mondiaux qu'il dispute en intégralité. Il rate ses débuts avec une 43e place en sprint suivie d'une 39e place en poursuite. Il se reprend sur l'Individuel avec une 23e place et trois fautes, mais ses derniers résultats l'excluent d'une participation sur le départ en masse, tout comme il n'est pas aligné en relais mixte puisque contrairement à 2008 Simon Fourcade et Vincent Defrasne (qui n'ont remporté aucune médaille depuis le début des Mondiaux) décident d'y prendre part. Jay termine ses Mondiaux par le relais masculin. Premier relayeur, il connaît quelques difficultés à ski pour passer le relais à Defrasne en 7e position et à 1 minute et 2 secondes, pour finalement une quatrième place finale à 56 secondes des champions norvégiens.
Après les mondiaux, la Coupe du monde fait étape à Vancouver où se dérouleront les Jeux olympiques d'hiver de 2010. Le 11 mars 2009, il réalise un sans-faute au tir sur l'épreuve de l'individuel et remporte sa première victoire de Coupe du monde. Il s'agit également de la première victoire française de la saison en biathlon. Il s'impose devant l'Allemand Daniel Böhm et l'Américain Jeremy Teela qu'il relègue à vingt secondes. Son meilleur résultat était alors une 10e place en Coupe du monde. Vincent Jay déclare « C'était un jour parfait pour moi, c'est la première fois de ma carrière que je réussis le sans faute sur un 20 km. Tout s'est super bien déroulé sur le pas de tir et sur la piste. J'espère revenir ici l'an prochain pour les JO ». Bien qu'il rate ensuite son sprint avec une 43e place, il monte une autre fois sur le podium avec la deuxième place en relais à six secondes des vainqueurs suédois. Il clôt sa saison avec une neuvième place lors du départ en masse de Trondheim, et termine à la 29e place au classement général.

#### Médailles olympiques à Vancouver

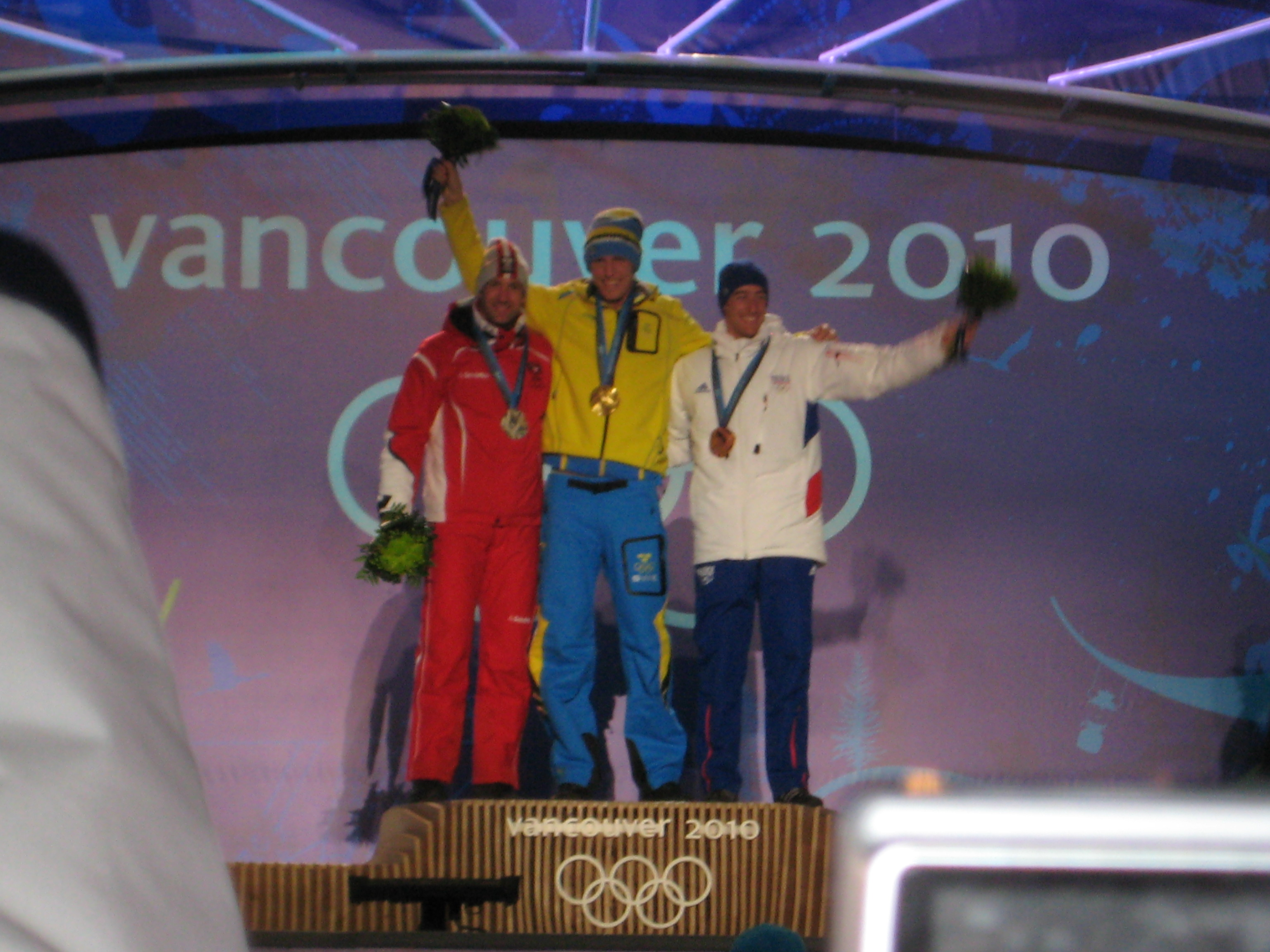
Outre son titre olympique en sprint, Vincent Jay, à droite, a également remporté la médaille de bronze de la poursuite aux Jeux olympiques.

Vincent Jay commence la saison 2009-2010 début décembre par une 23e place sur l'Individuel à Östersund, suivie de sa première victoire en relais en Coupe du monde avec Defrasne et les frères Fourcade, dans lequel Jay lance parfaitement son équipe en étant dans la même seconde que le Norvégien Emil Hegle Svendsen. Deux semaines plus tard, il est tout près de monter sur le second podium individuel de sa carrière avec une cinquième place dans l'Individuel de Pokljuka. En janvier 2010, avec le relais français, il prend la tête du classement du relais de la Coupe du monde à la suite de leur deuxième place à Oberhof derrière les Norvégiens. Il poursuit sa saison par des résultats réguliers dans le top 30 et se situe à la 20e place du classement général avant le début des Jeux olympiques d'hiver de Vancouver qu'il dispute à 24 ans.
La semaine olympique débute par un sprint. Vincent Jay, parti avec le dossard 6 sur le dos, effectue un sans-faute et prend la première place provisoire. Cependant l'évolution des conditions météorologiques durant l'épreuve favorise les premiers partants, la pluie et la neige faisant en effet leur apparition au moment où les meilleurs biathlètes s'élancent, rendant ainsi le parcours plus difficile à skier pour ces derniers. Toutefois, le favori Svendsen, dossard 10 et qui a également bénéficié de conditions favorables, ne peut faire mieux que le Français et prend la seconde place avec une faute au tir, tandis que le podium est complété par le Croate Jakov Fak, dossard 4. Alors qu'il n'avait jamais remporté le moindre sprint en Coupe du monde, Vincent Jay réalise une performance exceptionnelle et inattendue en gagnant l'or olympique sur cette épreuve. De plus, cette victoire lui permet de se placer idéalement pour la poursuite. Il déclare après la course : « De là à envisager la victoire, je ne pensais pas quand même... je n'ai jamais skié comme ça de ma vie, mais c'est les JO. Tout est permis et j'avais peut-être moins de pression que les leaders », son entraîneur Stéphane Bouthiaux de son côté loue le sérieux de Jay et souligne que « c'est amplement mérité, c'est la médaille du mérite. C'est un bosseur énorme. Ça signifie 8 à 900 heures d'entraînement physique dans l'année, 4 à 500 heures passées derrière la carabine dans une chambre ou dans un garage. C'est la victoire de l'abnégation ». Jay s'élance donc idéalement pour la poursuite deux jours après. Lors de cette épreuve, il réalise un nouveau sans faute au tir couché, ce qui lui permet de prendre vingt secondes d'avance sur ses poursuivants. Après le dernier tir debout, il est au coude à coude avec le Suédois Björn Ferry et compte vingt-cinq secondes d'avance sur l'Autrichien Christoph Sumann. Jay ne parvient pas à résister au retour de Sumann mais remporte la médaille de bronze avec trois secondes d'avance sur un autre Autrichien, Simon Eder, confirmant son titre olympique acquis en sprint. Ses deux médailles viennent s'ajouter à la médaille de bronze acquise par sa compagne Marie-Laure Brunet en poursuite féminine quelques heures auparavant. Il déclare à l'issue de la journée : « J'espérais une médaille sur le 20 km, parce que je suis un bon tireur, mais là deux médailles en sprint et en poursuite, c'est vraiment un rêve, c'est incroyable. Ce qu'on vit avec Marie-Laure est grandiose : elle m'a mis les larmes aux yeux, je lui avais dit que c'était sa course. C'est vraiment une grande ». Il passe à côté de l'Individuel 20 km avec une 60e place (59e, révisé) mais termine huitième (septième au classement révisé en 2024 après la disqualification du Russe Ustyugov pour dopage) du départ groupé à une dizaine de secondes du podium. Enfin, en relais, Vincent Jay tient le rôle de premier relayeur et lance parfaitement son équipe, permettant à Defrasne de s'élancer à quelques secondes des leaders russes, mais ce dernier rate son tir et fait un tour de pénalité que les frères Fourcade ne parviennent pas à rattraper : la France termine sixième du relais.
De retour en Coupe du monde, il reste encore trois étapes à Kontiolahti, Holmenkollen et Khanty-Mansiïsk. À Kontiolahti, Jay prend la septième place du sprint puis monte sur son quatrième podium individuel en Coupe du monde avec une troisième place en poursuite derrière Martin Fourcade qui fête la première victoire de sa carrière. Ses deux derniers week-ends sont moins prolifiques malgré deux top dix en départ en masse. Vincent Jay clôt la saison avec le meilleur classement général de sa carrière : la onzième place. Il fête ses médailles à l'occasion des Championnats de France à Prémanon (Jura) où il remporte un titre national en départ en masse début avril 2010, puis le caporal Vincent Jay est reçu par le Ministre de la défense Hervé Morin pour recevoir ses félicitations en tant qu'athlète militaire. Enfin, le 14 juillet 2010, il est nommé chevalier de la légion d'honneur.

#### 2011, une année difficile
Après une saison 2009-2010 épique, Vincent Jay rehausse ses ambitions en affirmant vouloir se mêler au top dix, il se sait attendu et déclare avant l'ouverture de la saison : « Les Jeux ont changé ma vie. Les vingt-cinq minutes de mon sprint ont changé mon existence ». Cependant, son début de saison est mitigé avant le relais de la deuxième étape à Hochfilzen où il monte sur la troisième marche du podium. Jay, premier relayeur, avait mis à l'issue de son relais l'équipe de France en tête. À Pokljuka, lieu de la troisième étape, Jay passe tout près du cinquième podium individuel de sa carrière. Il le rate pour une vingtaine de secondes sur le 20 km qu'il termine à la cinquième place, pénalisé par son temps à ski. Il obtient en revanche un podium collectif avec une troisième place en relais mixte aux côtés de Marie Dorin, Marie-Laure Brunet et Martin Fourcade. Son mois de janvier 2011 est en revanche plus compliqué, avec pour seule performance une dixième place en départ en masse à Antholz, suivie d'un mois de février sur la même dynamique où malgré tout il parvient à réaliser deux top 15 à Presque Isle en sprint et en poursuite.
Pour les Championnats du monde de mars 2011 à Khanty-Mansiïsk, treize mois après son épopée olympique, Jay tente de réduire ses contacts avec la presse pour retrouver sa concentration,. Il débute par une 45e place en sprint en raison de soucis de glisse à ski malgré une seule faute au tir, hypothéquant ses chances pour la poursuite qu'il termine à la 56e place. Il se positionne comme un outsider pour l'individuel du 20 km, réalise un sans faute au tir mais avec des skis moyens ne termine que 19e. Il déclare après l'épreuve sa satisfaction au tir malgré un temps à ski très moyen et une ambition retrouvée pour le relais masculin. Ce relais se transforme cependant en calvaire pour Jay en tant que premier relayeur, diminué physiquement et ayant un problème avec sa carabine, il transmet son relais en 21e position, annihilant toute chance de médaille pour le relais français.
De retour en Coupe du monde pour l'ultime étape à Oslo, il clôt sa saison avec une treizième place en départ en masse après ne pas s'être qualifié en poursuite. C'est une 20e place au général qu'il atteint, loin de ses ambitions du début de saison.

#### 2012, dernière année au plus haut niveau
Lors de la saison 2011-2012, les deux premières épreuves individuelles disputées par Vincent Jay lui amènent des résultats éloignés des meilleurs avant de monter sur un podium en relais avec ses coéquipiers de l'équipe de France pour une troisième place à Hochfilzen. Sur cet élan lors de son troisième week-end et avec un 9/10 au tir, il réalise sa meilleure course en Coupe du monde depuis plus d'un an avec une 9e place en sprint, permettant pour la première fois à l'équipe de France de placer quatre des siens dans les neuf premiers d'une épreuve de Coupe du monde, avec Martin Fourcade (2e), Jean-Guillaume Béatrix (4e) et Simon Fourcade (6e). Début janvier 2012, malgré une quinzième place sur l'Individuel de Nove Mesto, il rate son passage du relais en lançant la France au 18e rang. Cela a pour conséquence son remplacement par Béatrix lors du relais suivant que l'équipe de France remporte, une première depuis décembre 2009. Avant les Championnats du monde de Ruhpolding, Vincent Jay ne réalise pas de bonnes performances sur les épreuves individuelles, admettant manquer cruellement de motivation, mais remporte une victoire en relais mixte avec Sophie Boilley, Anaïs Bescond et Béatrix à Kontiolahti, cette fois-ci en tant que dernier relayeur.
Pour les Mondiaux de Ruhpolding, il est sélectionné en tant que cinquième homme de l'équipe de France derrière le quatuor qui compose désormais le relais masculin. La France ayant un quota de quatre biathlètes, il n'est pas aligné en sprint, mais participe à l'Individuel avec une 29e place qui constitue son unique résultat dans ces Mondiaux.
Au lendemain de ces Mondiaux, Vincent Jay annonce qu'il met un terme à sa saison et ne se déplacera pas à Khanty-Mansiïsk pour l'étape finale de la Coupe du monde en raison d'une fatigue physique et mentale. Son classement final de la Coupe du monde 2011-2012 est la 48e place. Fin mars, il est opéré en urgence en raison de violentes douleurs au ventre dues à une inflammation de l'appendice. Un mois plus tard, il passe son brevet d'état de ski alpin, ne participant pas au premier regroupement de l'équipe de France de biathlon.
Durant l'intersaison il se rend aux Jeux olympiques de Londres 2012, répondant favorablement à l'invitation du comité olympique français. Il repart pour une nouvelle saison mais ses quatre premières épreuves individuelles sont très loin de ses ambitions puisqu'il ne parvient à marquer des points qu'à une seule reprise en sprint à Hochfilzen. Au cours de la deuxième étape, le 9 décembre 2012, il annonce, par le biais d'un communiqué de la fédération française de ski (FFS), qu'il met un terme à sa carrière de sportif de haut-niveau sans pour autant renoncer à l'ultime relais qu'il dispute le même jour à Hochfilzen. Son retrait à seulement 27 ans est la conséquence de difficultés physiques selon le directeur technique national de la FFS Fabien Saguez. Son dernier relais se termine par un ultime podium en Coupe du monde avec une seconde place derrière la Norvège ; ses coéquipiers déroulent alors une banderole comportant le message « Merci Vincent » dans l'aire d'arrivée pour lui rendre hommage.

### Après-carrière
Le 7 mai 2013, Vincent Jay obtient un diplôme à l'issue d'une formation de « Sécurité en milieu montagnard sur pistes et hors pistes », lui permettant de devenir par la suite moniteur national de ski. Il entame en septembre 2013 une carrière médiatique en rejoignant la radio RMC ainsi que France Télévisions en vue de commenter les Jeux olympiques de 2014 à Sotchi,. Jay devient en juillet 2014 directeur du Club des Sports de Val-d'Isère. En 2015, il obtient un master en management à l'EM Lyon Business School et en 2018 un master 2 en droit du sport.
Il est de nouveau consultant pour France Télévisions pour les Jeux olympiques de PyeongChang en 2018 pour commenter les épreuves de biathlon et de ski de fond au côté du journaliste Alexandre Boyon.

## Performances sportives
Pendant ses meilleures années, Vincent Jay possède un pourcentage au tir tout proche de 90 % de réussite. Révélation en 2009, il confirme les deux années suivantes au point d'être considéré comme l'un des meilleurs tireurs aux côtés de l'Autrichien Simon Eder. Cela lui permet de se trouver dans le top 10 des tireurs de la Coupe du monde. Toutefois, il ne possède pas les meilleurs temps en ski de fond, ce qui constitue sa faiblesse.

## Vie privée
Vincent Jay a vécu en couple avec la biathlète Marie-Laure Brunet, elle aussi membre de l'équipe de France et médaillée aux Jeux olympiques de 2010 à Vancouver,. Il est supporter de l'Olympique lyonnais. Il a été marié avec la skieuse de l'équipe de France Marie Marchand-Arvier. Le couple divorce en 2023. Renaud Jay, cousin de Vincent Jay, pratique également le sport de haut niveau. Fondeur, il participe aux Jeux olympiques d'hiver de 2014 au sein de l'équipe de France.

## Palmarès

### Jeux olympiques d'hiver
Vincent Jay a remporté deux médailles lors des Jeux olympiques d'hiver, une en or et une en bronze, lors de son unique participation en 2010. Après un titre olympique en sprint devant Emil Hegle Svendsen et Jakov Fak, il confirme en poursuite avec une médaille de bronze derrière Björn Ferry et Christoph Sumann. Il rate ensuite l'individuel mais se reprend avec une place d'honneur au départ groupé. Enfin, il prend la sixième place du relais avec l'équipe de France.
| Jeux olympiques / Épreuve | Individuel | Sprint                         | Poursuite                           | Départ groupé | Relais |
| ------------------------- | ---------- | ------------------------------ | ----------------------------------- | ------------- | ------ |
| 2010 Vancouver            | 59e        | Médaille d'or, Jeux olympiques | Médaille de bronze, Jeux olympiques | 7e            | 6e     |

Légende :
- : première place, médaille d'or
- : troisième place, médaille de bronze

### Championnats du monde
Vincent Jay a disputé quatre éditions des Championnats du monde entre 2008 et 2012. Son meilleur résultat est une quatrième place en relais aux Mondiaux 2009 à Pyeongchang. Son meilleur résultat individuel est une 18e place lors de l'individuel aux Mondiaux 2011 de Khanty-Mansiïsk.
| Mondiaux \ Épreuve   | Individuel | Sprint | Poursuite | Départ en masse | Relais | Relais mixte |
| -------------------- | ---------- | ------ | --------- | --------------- | ------ | ------------ |
| 2008 Östersund       | —          | —      | —         | —               | —      | 7e           |
| 2009 Pyeongchang     | 23e        | 43e    | 39e       | —               | 4e     | —            |
| 2011 Khanty-Mansiïsk | 18e        | 44e    | 55e       | —               | 12e    | —            |
| 2012 Ruhpolding      | 29e        | —      | —         | —               | —      | —            |

### Coupe du monde
- Meilleur classement général final : 11e en 2010.
- 14 podiums[Note 3] :
  - 4 podiums individuels : 2 victoires et 2 troisièmes places.
  - 7 podiums en relais : 1 victoire, 3 deuxièmes places et 3 troisièmes places.
  - 3 podiums en relais mixte : 1 victoire, 3 deuxième place et 1 troisième place.

#### Classements
| Saison    | Individuel | Individuel | Individuel | Sprint  | Sprint | Sprint   | Poursuite | Poursuite | Poursuite | Départ en masse | Départ en masse | Départ en masse | Général | Général | Général  |
| Saison    | Courses    | Points     | Position   | Courses | Points | Position | Courses   | Points    | Position  | Courses         | Points          | Position        | Courses | Points  | Position |
| --------- | ---------- | ---------- | ---------- | ------- | ------ | -------- | --------- | --------- | --------- | --------------- | --------------- | --------------- | ------- | ------- | -------- |
| 2005-2006 | 0/3        |            |            | 1/10    | -      | nc       | 0/8       |           |           | 0/5             |                 |                 | 1/26    | -       | nc       |
| 2006-2007 | 2/4        | -          | nc         | 2/10    | -      | nc       | 1/8       | -         | nc        | 0/5             |                 |                 | 5/27    | -       | nc       |
| 2007-2008 | 2/3        | 5          | 52e        | 8/10    | 3      | 78e      | 3/8       | 1         | 70e       | 0/5             |                 |                 | 13/26   | 9       | 83e      |
| 2008-2009 | 4/4        | 91         | 8e         | 10/10   | 48     | 51e      | 5/7       | 72        | 34e       | 3/5             | 82              | 20e             | 22/26   | 293     | 29e      |
| 2009-2010 | 4/4        | 72         | 17e        | 10/10   | 167    | 17e      | 5/6       | 174       | 7e        | 5/5             | 131             | 12e             | 24/25   | 563     | 11e      |
| 2010-2011 | 4/4        | 105        | 7e         | 10/10   | 114    | 29e      | 5/7       | 76        | 30e       | 4/5             | 102             | 17e             | 23/26   | 397     | 20e      |
| 2011-2012 | 3/3        | 38         | 29e        | 8/10    | 47     | 53e      | 5/8       | 45        | 46e       | 0/5             |                 |                 | 17/26   | 130     | 48e      |
| 2012-2013 | 1/3        | -          | nc         | 2/10    | 2      | 89e      | 1/8       | -         | nc        | 0/5             |                 |                 | 4/26    | 2       | 100e     |

- Courses : nombre d'épreuves disputées/nombre total d'épreuves ; points : nombre de points en Coupe du monde ; position : classement en Coupe du monde.
- Les épreuves des Jeux olympiques et des championnats de monde sont comptabilisées par l'Union internationale de biathlon (International Biathlon Union ou IBU) comme des épreuves de Coupe du monde.

#### Détail des victoires individuelles
| Saison / Épreuve | Individuel | Sprint        | Poursuite | Mass Start | Total |
| ---------------- | ---------- | ------------- | --------- | ---------- | ----- |
| 2008-2009        | Vancouver  |               |           |            | 1     |
| 2009-2010        |            | Vancouver(JO) |           |            | 1     |
| Total            | 1          | 1             | 0         | 0          | 2     |

### Championnats du monde junior
Vincent Jay a participé à trois éditions des Championnats du monde junior ou de la jeunesse. Il y a remporté trois médailles dont un titre en relais en 2006 avec Alexis Bœuf, Damien Gehin et Arnaud Langel, et deux médailles d'argent en sprint en 2006 et en relais en 2005.
| Mondiaux \ Épreuve                 | Individuel | Sprint            | Poursuite | Relais            |
| ---------------------------------- | ---------- | ----------------- | --------- | ----------------- |
| 2004 (cat. jeune ) Haute-Maurienne | 7e         | 15e               | 15e       | 5e                |
| 2005 Kontiolahti                   | 38e        | 14e               | 14e       | Médaille d'argent |
| 2006 Presque Isle                  | 10e        | Médaille d'argent | 7e        | Médaille d'or     |

## Distinctions
Le 14 juillet 2010, Vincent Jay est nommé chevalier de l'ordre national de la Légion d'honneur, en compagnie du coureur de combiné nordique Jason Lamy-Chappuis, également médaillé d'or lors des Jeux olympiques de Vancouver,.